# Pain & Gain
Pain & Gain ist eine US-amerikanische Action-Komödie von Michael Bay aus dem Jahr 2013. Die Hauptrollen übernahmen Mark Wahlberg, Dwayne Johnson und Anthony Mackie. Der auf wahren Begebenheiten basierende Film handelt von den Verbrechen einer Bande Bodybuilder, wobei sich die Handlung weitgehend an einer Artikelserie von Pete Collins in der Miami New Times aus dem Jahr 1999 orientiert. Der Titel bezieht sich auf das umstrittene Bodybuilder-Dogma englisch no pain, no gain ‚kein Erfolg ohne Schmerz‘.
Der Film hatte am 11. April 2013 in Miami, Florida, dem Haupthandlungsort, Weltpremiere und startete in Deutschland, Österreich und der Schweiz am 22. August 2013 in den Kinos.

## Handlung
Daniel „Danny“ Lugo ist ein wegen Betrugs verurteilter Personal Trainer bei Sun Gym. Nach einem Coaching sieht er sich zu mehr berufen und will mit seinem gedopten Kumpan Adrian Doorbal den Unternehmer Victor Kershaw, einen seiner Kunden, um dessen gesamtes Vermögen erleichtern. Zum Team stößt auch der aus dem Gefängnis entlassene und bekehrte Paul Doyle.
Erste Entführungsversuche schlagen durch Dummheiten fehl, bis es dem Trio schließlich doch gelingt, Kershaw zu kidnappen. Als Kershaw Danny trotz aller Vorsichtsmaßnahmen erkennt, zwingen sie ihn, falsche Angaben zu machen, damit sein Verschwinden keinen Verdacht erregt. Danny hat alle zur Überschreibung des Vermögens notwendigen Papiere von Victor unterzeichnen lassen, erfährt jedoch bei der Bank, dass ihm die Beglaubigung eines Notars fehlt. Er überzeugt den Chef des Fitnessstudios, den nicht praktizierenden Notar John Mese, die Papiere zu beglaubigen. Anschließend versucht Danny Kershaw umzubringen und es wie Selbstmord aussehen zu lassen, mehrere Versuche schlagen jedoch fehl. Schließlich soll Paul Kershaw mit einem Lieferwagen überfahren werden, aber auch dieser Versuch scheitert letztlich.
Kershaw erzählt den Polizisten im Krankenhaus die Wahrheit, ihm wird jedoch nicht geglaubt. Daraufhin wendet er sich an Ed Du Bois, einen pensionierten Polizeibeamten und Privatermittler. Victor entgeht durch seine Selbstentlassung aus dem Krankenhaus einem Mordversuch des Trios. Du Bois sucht Kershaw in einem abgehalfterten Motel auf und lässt sich seine Geschichte erzählen. Nachdem Adrian und Paul ihren Anteil an der Beute aufgebraucht haben, wollen sie mit Danny den nächsten Coup durchziehen und Frank Griga, den drittreichsten Mann Floridas, entführen. Unter einem Vorwand locken sie diesen mit seiner Frau Krisztina Furton in Adriens Haus. Während eines Gesprächs provoziert Frank Danny, indem er ihn als Amateur bezeichnet, und die beiden beginnen eine recht einseitige Prügelei. Im Verlauf des Kampfs löst sich versehentlich eines der Gewichte von der Hantelbank, als Franks Kopf direkt darunter liegt und zertrümmert ihm den Kopf. Als Krisztina dies mitbekommt, wird sie mit einem Pferdeberuhigungsmittel ruhiggestellt. Sie verlangen von ihr die Kombination des Safes in ihrem Haus, können ihn allerdings nicht öffnen, weil sie von der halb ohnmächtigen Frau nicht die richtige Kombination bekommen hatten. Mittlerweile ist Krisztina wieder aufgewacht, versucht zu flüchten und stirbt schließlich an einer weiteren Dosis des Beruhigungsmittels, das ihr von Adrian gespritzt wurde, um sie an weiteren Fluchtversuchen zu hindern.
Danny, Adrian und Paul bereiten die Entsorgung der Leichen akribisch vor. Sie zerlegen sie in Einzelteile, was allerdings trotz der Vorbereitung nicht so recht gelingt. So versagt die elektrische Kettensäge, nachdem sie in die Haare der Frauenleiche geraten ist. Dabei bricht wieder einmal ein Streit zwischen Danny und Adrian aus. Danny zerstückelt die Leichen schließlich mit einer Axt und einer Benzinmotorkettensäge. Im Anschluss stecken sie die zerhackten Körper in mit Lauge gefüllte Fässer, die sie in den Florida Keys versenken.
Ed hat sich mittlerweile beim Sun Gym angemeldet, um mehr über das Trio zu erfahren, und teilt der Polizei seine Erkenntnisse mit. Daraufhin werden Paul in der Kirche, Adrian zu Hause und Mese in seinem Fitnessstudio verhaftet. Danny kann mit dem Speedboat Kershaws auf die Bahamas fliehen, wo dieser noch ein Offshore-Konto besitzt, und löst dieses auf. Er wird von Kershaw mit einem Auto angefahren, festgenommen und in die Vereinigten Staaten ausgeliefert.
Vom Gericht wird Paul als Kronzeuge zu 15 Jahren Haft verurteilt und nach sieben Jahren entlassen. Danny und Adrian werden zum Tode verurteilt und warten derzeit in der Todeszelle auf ihre Hinrichtung. John wird ebenfalls zu 15 Jahren Haft verurteilt und stirbt im Gefängnis.

## Deutsche Fassung
Die deutsche Synchronisation entstand nach einem Dialogbuch und der Dialogregie von Michael Nowka im Auftrag der SDI Media Germany GmbH in Berlin.
| Rolle            | Schauspieler            | Deutscher Synchronsprecher |
| ---------------- | ----------------------- | -------------------------- |
| Daniel Lugo      | Mark Wahlberg           | Oliver Mink                |
| Paul Doyle       | Dwayne Johnson          | Ingo Albrecht              |
| Adrian Doorbal   | Anthony Mackie          | Dennis Schmidt-Foß         |
| Victor Kershaw   | Tony Shalhoub           | Bodo Wolf                  |
| Ed DuBlois       | Ed Harris               | Wolfgang Condrus           |
| John Mese        | Rob Corddry             | Oliver Siebeck             |
| Sorina Luminita  | Bar Paly                | Esra Vural                 |
| Robin Peck       | Rebel Wilson            | Julia Ziffer               |
| Johnny Wu        | Ken Jeong               | Gerald Schaale             |
| Frank Griga      | Michael Rispoli         | Lutz Schnell               |
| Krisztina Furton | Keili Lefkovitz         | Iris Artajo                |
| Captain Lopez    | Tony Plana              | Erich Räuker               |
| Cissy DuBois     | Emily Rutherfurd        | Debora Weigert             |
| Analee Calvera   | Yolanthe Sneijder-Cabau | Victoria Sturm             |
| Pastor Randy     | Larry Hankin            | Rainer Gerlach             |
| Dr. Bjornson     | Peter Stormare          | Roman Kretschmer           |
| Brad McCallister | Brian Stepanek          | Peter Flechtner            |

## Abweichungen von der Realität
- Das Opfer Marc Schiller, der im Film Victor Kershaw heißt, wurde in Argentinien geboren und nicht in Kolumbien. Er verklagte die Verantwortlichen des Films, da er sich falsch dargestellt fühlt.
- Die Sun Gym Gang bestand nicht nur aus drei, sondern aus viel mehr Mitgliedern.
- Im Film hatte Kershaw Danny anhand seines Duftwassers wiedererkannt. Tatsächlich erkannte Schiller ihn an der Stimme.
- Die Szene mit dem Auto, in der die drei Kershaw mit einem inszenierten Autounfall umbringen wollten, war in Wirklichkeit anders. Schiller war nicht angeschnallt, flog durch die Windschutzscheibe und schlug auf, bevor das Auto gegen den Pfeiler prallte. Anschließend fuhr die Sun Gym Gang noch zweimal über Schillers Körper, aber mit einem Toyota, nicht mit einem Lieferwagen.
- Adrian und Danny wollten die Leichen von Frank Griga und Krisztina Furton mit einer benzinbetriebenen Kettensäge zerstückeln, doch sie hatten kein Motoröl eingefüllt, weshalb die Kettensäge einen Defekt erlitt. Danny besorgte daraufhin eine elektrische Kettensäge, die sich wie im Film in den Haaren von Furton verfing. Schließlich benutzen sie eine Axt.
- Es gab keinen Überfall auf einen gepanzerten Lastwagen von Doyle oder einem anderen Mitglied der Sun Gym Gang.
- Frank Griga wurde nicht aus Versehen, sondern mit Absicht getötet; aber nicht von Danny, sondern von Adrian.
- Krisztina Furton hatte keine Schusswaffe; ihr wurden aber dreimal mit einer Spritze Drogen verabreicht.
- Als im Film der Herkunftsort von Sorina Luminita als Transsilvanien in Rumänien genannt wird, ist statt einer wirklichen örtlichen Darstellung in einer kurzen Einblendung die Skyline von Prag mit dem Hradschin zu sehen.

## Kritiken
Pain & Gain erhielt ein durchwachsenes Presseecho, was sich auch in den Auswertungen US-amerikanischer Aggregatoren widerspiegelt. So erfasst Rotten Tomatoes ähnlich viele wohlwollende wie kritische Besprechungen und ordnet den Film dementsprechend als „Gammelig“ ein. Laut Metacritic fallen die Bewertungen im Mittel „Gemischt oder Durchschnittlich“ aus.
Das Lexikon des internationalen Films schrieb: „Nach einer wahren Begebenheit von Blockbusterproduzent Michael Bay als Chaos-Komödie inszeniert, schaut der Film zwar hochglänzend aus, entwickelt sich allerdings aufgrund seines zerdehnten Spannungsbogens und fahrigen Drehbuchs eher zu einer Geduldsprobe mit infantilem Humor.“
Wiederholt kritisiert wurde die erzeugte Distanz zu den Protagonisten und das daraus folgende mangelnde Identifikationspotenzial. Nino Klingler von critic.de meinte zum Beispiel: „Auf nichts verwendet Pain & Gain mehr Energie und Filmzeit als darauf, seine Helden bloßzustellen. Ja keine Sympathie aufkommen lassen für diese Gangster, geschweige denn so etwas wie Verständnis! Also wird unter die Gürtellinie getreten, das heißt die Manneskraft dieser Kraftmänner in Abrede gestellt.[…] Impotente Mamasöhnchen sind das, und die einzige Gefahr, die von ihnen ausgeht, ist die der Dummheit. Das wären ja trotzdem keine schlechten Voraussetzungen für eine zünftige, rohe Satire, wenn sich ‚Pain & Gain‘ nur nicht auf reale Ereignisse bezöge. ‚Unfortunately this is a real story‘, heißt es zu Anfang, was witzig im Sinne von ironisch gemeint sein soll, aber das Drama dieses hochgradig unmenschlichen Films auf den Punkt bringt.“
Lukas Foerster und Elena Meilicke werteten im Perlentaucher: „Hyperventilierend springt Bays Regie von einem Handlungsstrang zum nächsten, auch mehrmals zurück in die Vorgeschichten der Figuren, bleibt von den Figuren stets so weit entfernt, dass man sich noch über sie lustig machen kann, nie so weit, dass man sich ihnen entziehen könnte. Nervöse Subjektiven (die erste gleich ‚kopfüber‘), ultrahektisch immer noch ein neues Detail abscannende Kamerafahrten, stilisierte Rückblenden in die Prägungsgeschichte geben einem nie die ganze Person, erst recht nicht deren objektives Außen, nur überdimensionierte, groteske Psychosplitter.“
Bei Kino7.de urteilte Josephine Drews: „Hinter ‚Pain & Gain‘ steht eine bitter-böse Geschichte dreier US-Verbrecher, welche im Film vollkommen ihre Ernsthaftigkeit verlieren. Der amerikanische Traum soll hier kritisiert werden, spiegelt jedoch gleichzeitig genau diesen wider. ‚Pain & Gain‘ ist wohl eher ein filmischer Albtraum, den Michael Bay abermals fabriziert hat. Eine Geschichte mit unausgeschöpftem Potenzial und einer schlechten Umsetzung.“